# Lars Joakim Lundquist
Lars Joakim Lundquist, född 20 januari 1948 i Helsingborg, död 24 mars 2025 i Stockholm, var en svensk moderat politiker. Han var biträdande hälso- och sjukvårdslandstingsråd i Stockholms läns landsting 2006–2014 och landstingsledamot 1991–2014. År 2014 blev Lundquist ordförande i revisorskollegiet i Stockholms läns landsting.
Lundquist var uppväxt i Helsingborg, Lund och Arlöv men flyttade till Stockholm 1975. Han tog studenten vid Latinskolan i Malmö 1967 samt blev civilekonom vid Lunds universitet 1973.
Lundquist var bland annat utbildningsombudsman i Lunds studentkår 1973–1975, utbildningssekreterare och generalsekreterare i Sveriges Förenade Studentkårer 1975–1980 samt anställd i Sveriges Industriförbund och Svenskt Näringsliv 1980–2006. Han avgick med avtalspension från Svenskt Näringsliv 2006. Lundquist blev huvudman i Gustaf V:s Jubileumsfond 2007.
Lundquist var från 1987 till sin död gift med Annette Lundquist Larsson och fick tre söner, Henrik, Gustav och Oscar.